# Валинскас, Арунас

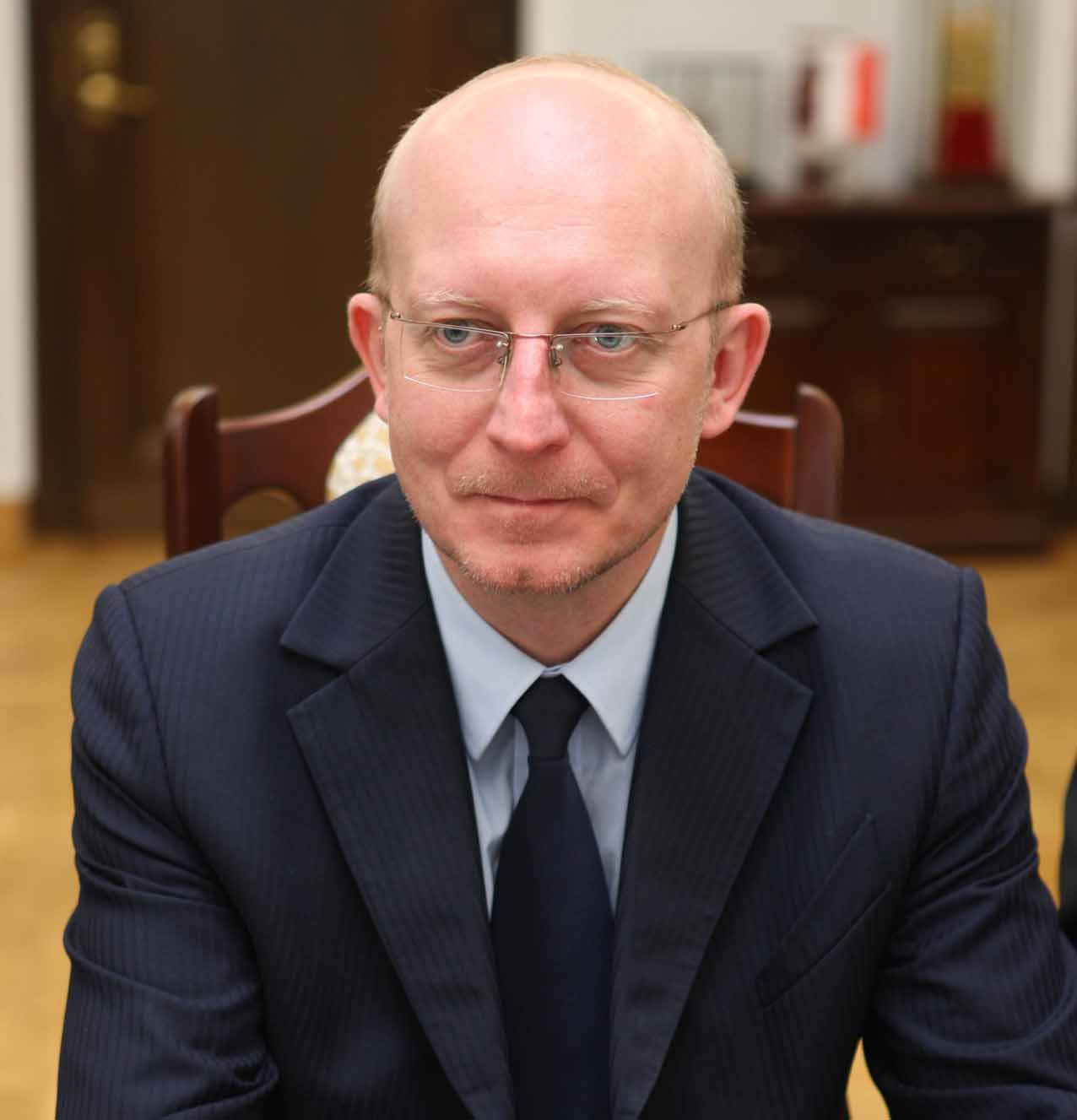

Ару́нас Вали́нскас (лит. Arūnas Valinskas; род. 28 ноября 1966 года, Лаздияй) — популярный литовский политик, телеведущий, продюсер. Член литовского парламента (Сейма), лидер Партии национального возрождения. Создатель телевизионных программ — «Арена» („Arena“), «Да и нет» („Taip ir Ne“), «Шоу велосипеда» („Dviračio šou“), ведущий музыкальных шоу «Дорога к звездам» („Kelias į žvaigždes“), «Звёздные врата» („Žvaigždžių vartai“), теле-игры «Шесть нулей — миллион» („Šeši nuliai — milijonas“). Организовывал различные нетрадиционные шоу и мероприятия.

## Образование
С золотой медалью окончил вильнюсскую 12 среднюю школу и поступил в Вильнюсский университет на юридический факультет.
В 1987 году был вычеркнут из списка студентов из-за поведения, «не совместимого со званием советского студента». Возвращался к учебе в 1988 и 1991 годах и повторно исключался в 1990, 1992, 1994 годах, так как активная концертная деятельность мешала учебе.
В 1999 году был признан виновным по статье Уголовного кодекса за ложное сообщение о бомбе в гостинице, где проходила свадьба известных литовских звезд эстрады
В 2000—2003 годах (по другим сведениям, в частности, официальной биографии, окончил университет в 2002 году) учился на заочном отделении юридического факультета, успешно защитил работу «Теории наказания», получил степень магистра и специализацию «Уголовное право».

## Политическая карьера
В апреле 2008 года участвовал в создании Партии национального возрождения, был избран её председателем.
На двухэтапных парламентских выборах в октябре партия стала третьей по популярности, набрав 16 мандатов.
На первом заседании нового Сейма после второго голосования Арунас Валинскас был выбран спикером (председателем); за его кандидатуру проголосовало 79 членов парламента, против было 58 (при первом голосовании по его кандидатуре 67 голосов было «за», 69 — «против», один бюллетень оказался испорченным).
15 сентября 2009 года после голосования в Сейме был снят с должности спикера (председателя); за снятие проголосовало 90 членов парламента, против 20 и 9 бюллетеней оказались испорченными. Причиной стали обвинения в связи с криминальными кругами: главным аргументом была фотография, на которой Валинскас был изображён рядом с известнейшим в Литве криминальным авторитетом Хенрикасом Дактарасом.

## Семейное положение
Жена Инга (Ингрида, Инга - сценический псевдоним) — телеведущая, певица. Имеет двух сыновей — Арунаса и Шарунаса.